# Pinus attenuata
Pinus attenuata là một loài thực vật hạt trần trong họ Thông. Loài này được Lemmon miêu tả khoa học đầu tiên năm 1892.